# تبدیل چرپلت

مقایسهٔ موج، موجک، چرپ و چرپلت

تبدیل چِرپلت (به انگلیسی: Chirplet transform) در پردازش سیگنال به صورت یک ضرب داخلی از سیگنال ورودی با چرپلت‌ها تعریف می‌شود. 
عبارت «تبدیل چرپلت» اولین بار توسط استیو من برای عنوان اولین مقاله درباره چرپلت‌ها به کار گرفته شد و واژهٔ چرپلت به تنهایی نیز بار اول به وسیلهٔ استیو من، دومینو میهوولوویک و رومن بریسول برای تشریح قسمت محدود یک تابع چرپ عنوان شد. به گفتهٔ استیو من: «همانطور که موجک تکه‌ای از موج است، چرپلت نیز تکه‌ای از چرپ است. در واقع چرپلت تکه‌ای از تابع چرپ است که توسط ویژگی‌های زمانی محلی محدود شده‌است.»

## شباهت با تبدیل‌های دیگر
دقیقاً مانند تبدیل موجک، چرپلت‌ها معمولاً از یک چرپلت مادر به وجود می‌آیند (مانند موجک مادر در نظریهٔ موجک‌ها).